# 失语群体理论
失语群体理论是1968年文化人類學家艾德溫·阿丹納和雪莉·阿丹納兩人在劍橋大學提出的。依循艾德溫和雪莉兩人的說法，人類學的專家們是以男性的觀點來說明文化的特性，而語言是由男性規定且為男性服務的。

## 艾德溫·阿丹納(Edwin Ardener)
艾德溫指出文化的真實語言隱存著由男性出發的偏見觀點，男性在群體中創制語言的意義，使得女性受到壓制，因而「沉默不言｣，並成為社會上最大的無言群體。此外，由於女性長期受制於掌握話語權的男性社會體系之下，縱使少數女性取得和男性相同的成就，也是透過接受男權的偏見而達成。

## 雪莉·阿丹納(Shirley Ardener)
延續艾德溫的思考，雪莉又在「失语群体理论」上作出增添，她認為女性的沉默在公共論述上尤為顯見：在公眾場合中，女性會以男性作為前提，來宣示她們的感受和想法。而當雙方在意義和表達方面發生衝突時，由於男性在社會中居於一種控制地位、每戰必勝，使得本已沉默的女性，這時更不想多開口了。

## 克拉曼萊(Cheris Kramarae)
為使艾德溫與雪莉的「失语群体理论｣更顯完善，傳播理論家克拉曼萊更進一步把此理論以下列三種假定加以歸納：
第一、	女性所認知的世界是不同於男性的，因為深植於勞務分工上的體驗和活動，在男女之間已經出現差別。
第二、	基於在政治上男性壓制女性的事實，男性的認知體系呈現控制之勢，如此一來，女性即便想對現實世界另採變通的適應模式，也難以自由表達。
第三、	為了在社會中有所參與，女性必須就她們所接收到的男性表達體系，進行自發性的轉變。